# Psychopsiella limminghei
Psychopsiella limminghei – gatunek roślin z monotypowego rodzaju Psychopsiella z rodziny storczykowatych (Orchidaceae). Gatunek jest endemitem Regionu Południowo-Wschodniego w Brazylii w Ameryce Południowej.

## Systematyka
Gatunek sklasyfikowany do podplemienia Oncidiinae w plemieniu Cymbidieae, podrodzina epidendronowe (Epidendroideae), rodzina storczykowate (Orchidaceae), rząd szparagowce (Asparagales) w obrębie roślin jednoliściennych.